# Primula kitaibeliana
Primula kitaibeliana är en viveväxtart som beskrevs av Heinrich Wilhelm Schott. Primula kitaibeliana ingår i släktet vivor, och familjen viveväxter. Inga underarter finns listade i Catalogue of Life.